# Khaan mckennai
Khaan mckennai és una espècie de dinosaure oviraptorosaure que va viure al Cretaci superior, fa uns 70 milions d'anys. Les seves restes fòssils s'han trobat a la formació de Djadochta, a Mongòlia.